# Slangenzuil

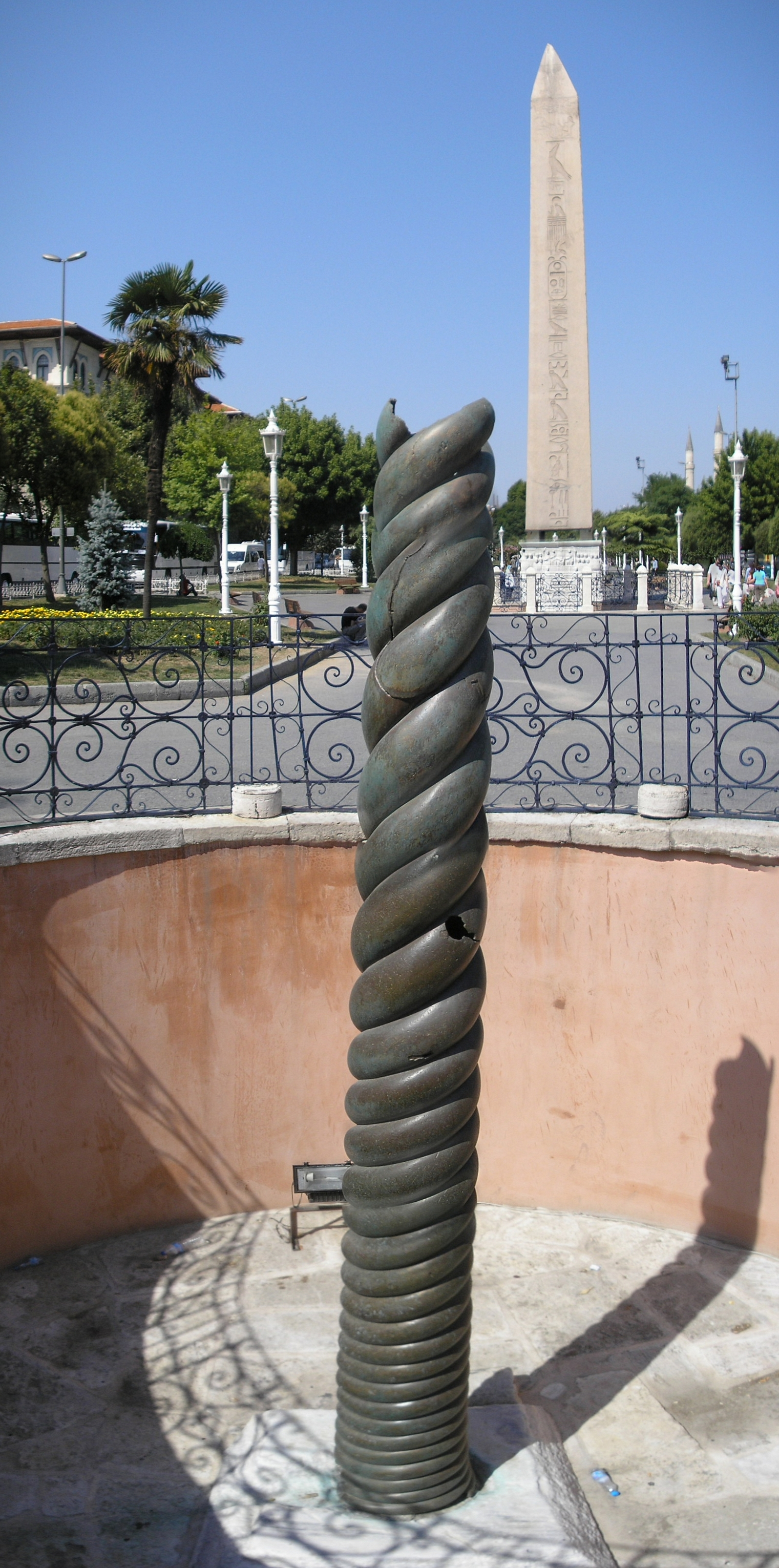
De Slangenzuil

De Slangenzuil (Oudgrieks: Τρικάρηνος Ὄφις Τrikarenos Οphis 'Driekoppige slang'; Turks: Yılanlı Sütun 'Sangenzuil'), ook bekend als de Slangenzuil van Delphi of de Slangenzuil van Plataia, is een klassiek bronzen monument in het Hippodroom van Constantinopel, op het huidige plein Sultanahmet Meydanı te Istanboel.

## Oorsprong
Tijdens de Perzische Oorlogen wisten de Grieken in september 480 v. Chr. de zeeslag bij Salamis tegen de Perzen te winnen. Hierdoor konden de Perzen hun landleger niet meer goed bevoorraden, waardoor de Grieken daarna ook de Perzische infanterie en cavalerie in de Slag bij Plataia (479 v. Chr.) versloegen. Om hun zege te vieren richtten de Grieken te Delphi een monument op, waarbij een tiende van de oorlogsbuit gebruikt werd. Herodotos schrijft hierover in zijn Historieën: 
Een tiende van de opbrengst werd voor de god in Delfi gereserveerd. Daarvan is de gouden drievoet gemaakt, het wijgeschenk dat je vlak naast het altaar boven op de driekoppige bronzen slang kunt zien. 

(Herodotos, Het verslag van mijn onderzoek, 9.81.1, vertaling: Hein van Dolen) 
Opmerkelijk genoeg werd het monument pal voor de tempel van Apollo geplaatst, waar het beroemde orakel resideerde. Voorafgaand aan de slag had het orakel voorspellingen gedaan die op een overwinning voor de Perzen duidden. Het oprichten van de slangenzuil als teken van Griekse victorie kan dan ook gezien worden als een reactie op deze voorspellingen.

## De zuil tijdens de Oudheid en middeleeuwen
De gouden drievoet die oorspronkelijk bovenop de bronzen slangenzuil stond ging tijdens de Derde Heilige Oorlog (355-346 v. Chr.) verloren. Tijdens dit conflict gebruikte legeraanvoerder Philomelus van Phokis de tempelschatten uit Delphi om zijn huurlingen in de strijd tussen Phokis en Thebe te betalen. Hiierbij werd de drievoet omgesmolten. Het bronzen voetstuk (de slangenzuil zelf) bleef evenwel gespaard. 
Tijdens latere eeuwen had de zuil enige vermaardheid. Zo schreef Pausanias in de tweede eeuw na Christus over het monument in zijn boek Beschrijving van Griekenland. Uiteindelijk liet Constantijn de Grote de bronzen zuil halverwege de vierde eeuw overbrengen naar zijn nieuwe hoofdstad Constantinopel, alwaar de zuil op de spina van het hippodroom geplaatst werd. De reden waarom Constantijn dit deed is niet zeker. Mogelijkerwijs wilde hij zijn affiniteit met Sol Invictus onderstrepen, de godheid die de Romeinen met Apollo identificeerden, en uit wiens tempel de zuil afkomstig was. Een andere mogelijkheid is dat Constantijn zijn anti-Perzische politiek wilde tonen.
Tijdens de Byzantijnse tijd werd de zuil omgevormd tot fontein. In die hoedanigheid was de zuil waarschijnlijk nog in functie toen Byantium werd veroverd tijdens de Vierde Kruistocht (1204). Als een van de weinige metalen monumenten werd de zuil niet omgesmolten of weggevoerd, zoals bijvoorbeeld met de Paarden van San Marco gebeurde. De reden hiervoor is onzeker, maar het zou kunnen dat de Slangenzuil gezien werd als beschermer tegen slangen en slangenbeten.

## Ottomaanse tijd

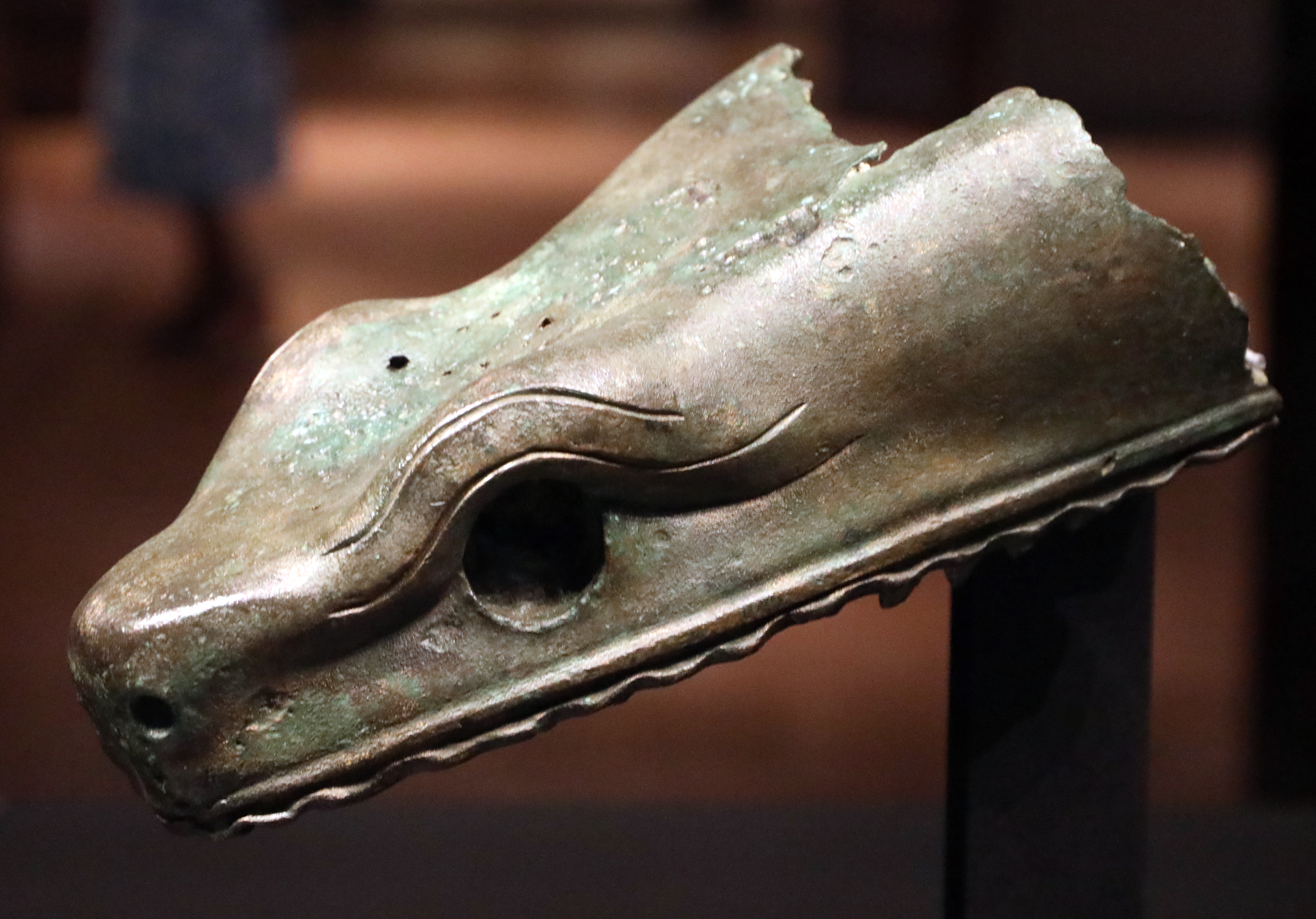
Afgebroken slangenkop

Nadat de Ottomanen Byzantium in 1453 veroverden bleef de Slangenzuil voor de inwoners van belang als talisman tegen slangenbeten. In de eeuwen die volgden brak een onderkaak van een van de slangenkoppen af. Volgens de Nederlandse reiziger Gerard Hinlopen uit Hoorn, die de stad in 1670 tijdens zijn Grand Tour aandeed, was dit gekomen omdat sultan Murat IV de zuil gebruikt had om de oefenen met zijn speer. Ook de Nederlandse schilder en reiziger Cornelis de Bruijn zag de slangenzuil, in 1679, en schreef hierover. Hij was een van de laatste schrijvers die de zuil nog in zijn volle glorie zag. In de nacht van 20 oktober 1700 vielen alle drie de slangenkoppen van de zuil af, vermoedelijk door ouderdom. 
Omdat de oorsprong van de zuil mettertijd in vergetelheid raakte, werd de zuil tijdens de Ottomaanse Tijd door zowel christenen als joden in verband gebracht met de koperen slang van Mozes: de Nehushtan.

## Inscriptie

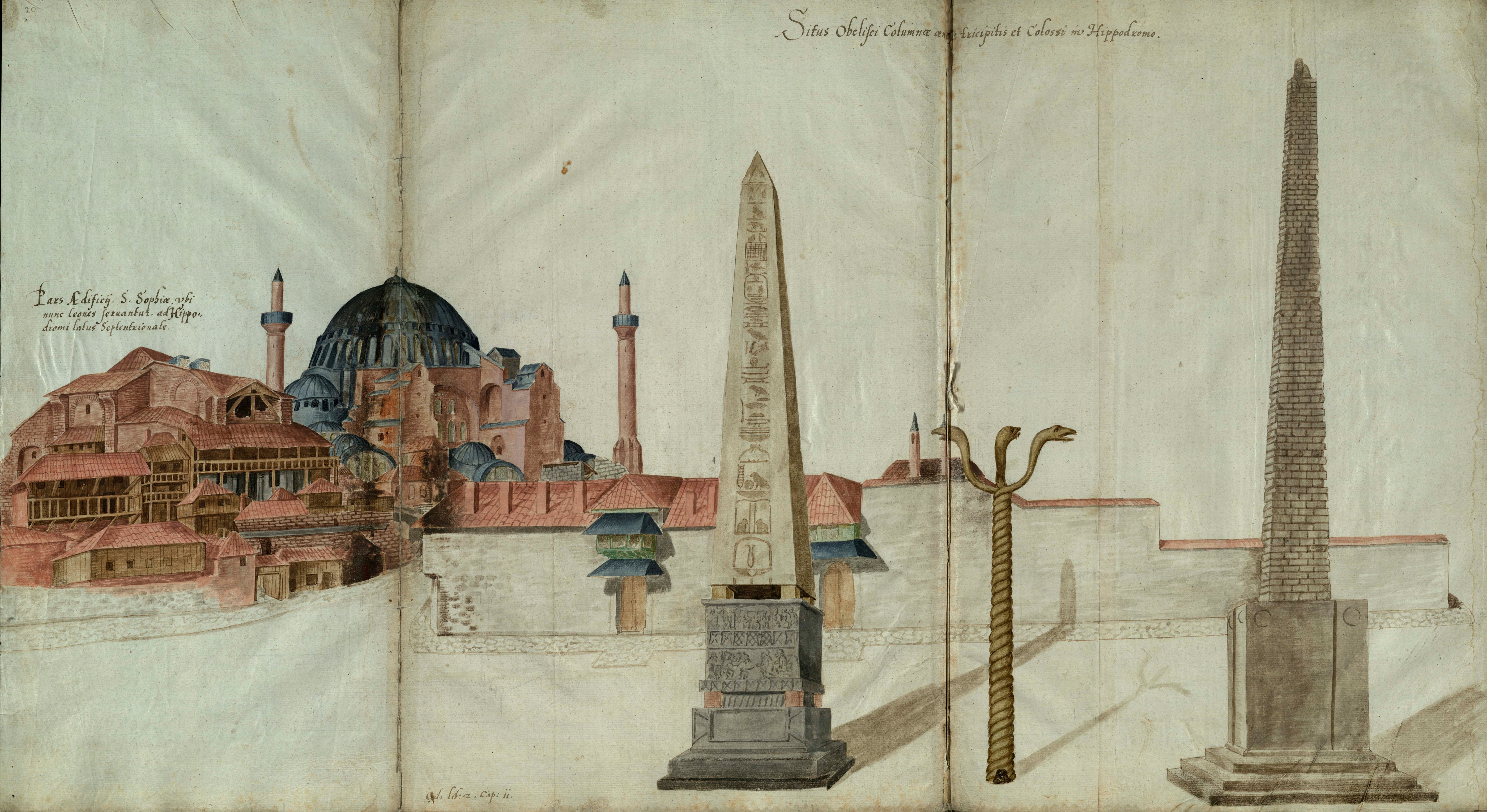
De intacte Slangenzuil rond 1574, tekening toegeschreven aan Lambert de Vos

De voet van de zuil, in de loop der eeuwen bedekt door aarde, werd in 1855 opgegraven onder leiding van Charles Thomas Newton. Hierbij kwam een inscriptie aan het licht, die een jaar later ontcijferd werd door de Duitse archeoloog Ernst Fabricius. Op de inscriptie staan de namen van 31 Griekse stadsstaten die meevochten in de Perzische Oorlogen, inclusief het aantal manschappen dat elke polis bijdroeg.

## De zuil tegenwoordig
Vandaag de dag is de  oorspronkelijke Slangenzuil nog altijd te zien op de plek waar Constantijn de Grote hem in de vierde eeuw liet plaatsen. Eén van de afgevallen slangenkoppen wordt bewaard in het Archeologisch museum van Istanboel. Dit betreft een kop zonder onderkaak, precies zoals het verhaal wil. 
Sinds 2015 staat er op de archeologische vindplaats van Delphi een kopie van de zuil.

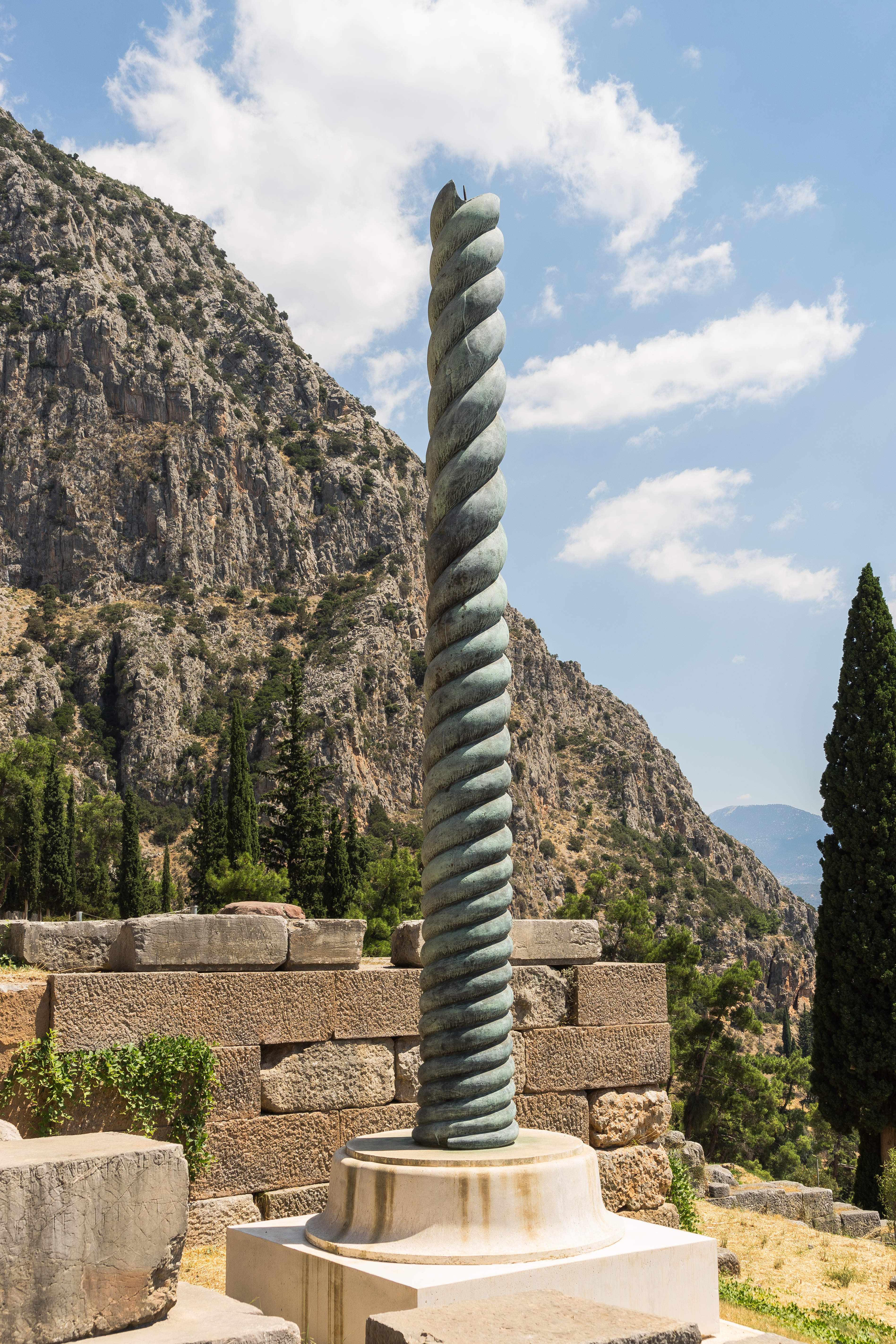
De kopie te Delphi